# Akiko Suwanai
Akiko Suwanai, 諏訪内 晶子, född 7 februari 1972, är en japansk klassisk violinist.
Hon var den yngsta vinnaren av den Internationella Tjajkovskijtävlingen 1990. Därtill vann hon andrapris i Drottning Elisabeths Musiktävling 1989 (när hon var 17 år) och är en prisvinnare i den internationella japanska tävlingen.  
Hon har studerat vid Toho Gakuen School of Music tillsammans med Toshiya Eto, och på Columbia University vid Juilliard School of Music med Dorothy DeLay och vid Universität der Künste Berlin med Uwe-Martin Haiberg.
Hon spelar på en 1714 års Dolphin Stradivarius som är ett lån från Nippon Music Foundation.

## Diskografi
- Bruch: Concerto No. 1 - Scottish Fantasy
Akiko Suwanai, violin
Sir Neville Marriner, Academy of St. Martin in the Fields
11 november 1997: Philips Classics Records
- Akiko Suwanai: Souvenir
Akiko Suwanai, violin; Phillip Moll, piano
8 juni 1998: Philips Classics Records
- Dvořák: Violin Concerto, etc.
Akiko Suwanai, violin
Iván Fischer, Budapest Festival Orchestra
9 oktober 2001: Decca Music Group
- Mendelssohn: Violin Concerto in E Minor / Tchaikovsky: Violin Concerto in C Major
Akiko Suwanai, violin
Vladimir Asjkenazi, Czech Philharmonic Orchestra
20 december 2001: Decca Music Group
- Brahms, Dvořák, Janáček
Akiko Suwanai, violin
8 maj 2002: Philips Classics Records
- Sibelius & Walton Violin Concertos
Akiko Suwanai, violin
Sakari Oramo, City of Birmingham Symphony Orchestra
2003: Decca Music Group
- Poème
Akiko Suwanai, violin
Charles Dutoit, Philharmonia Orchestra of London
9 november 2004: Decca Music Group
- Bach: Violin Concertos
Akiko Suwanai, violin
Chamber Orchestra of Europe
2 maj 2006: Decca Music Group